# Dualismo (Filosofia Indiana)
O dualismo na filosofia indiana refere-se à crença de que para certas escolas de filosofia indiana a realidade é fundamentalmente composta de duas partes. Isso principalmente assume a forma de dualismo mente-matéria na filosofia budista ou dualismo consciência-'natureza' nas escolas Samkhya e Yoga da filosofia hindu. Estes podem ser contrastados com o dualismo mente-corpo na filosofia ocidental da mente,  mas também têm semelhanças com ele. Outra forma de dualismo na filosofia da Ìndia é encontrada na escola Vedanta Dvaita ("dualismo"), que considera Deus e o mundo como duas realidades com essências distintas; esta é uma forma de dualismo teísta. Em contraste, escolas como Advaita ("não-dualismo") Vedanta abraçam o monismo absoluto e consideram o dualismo uma ilusão (maya).
Durante a era clássica da filosofia budista na Índia, filósofos como Dharmakirti defendiam um dualismo entre estados de consciência e o atomismo budista (os blocos de construção básicos que compõem a realidade), de acordo com a "interpretação padrão" da metafísica budista de Dharmakirti.  

## Samkhya e filosofia yogue
Enquanto as tradições filosóficas ocidentais, como exemplificado por Descartes, equiparam a mente com o eu-consciente e discutem sobre a consciência com base no dualismo mente/corpo, algumas filosofias orientais fornecem um ponto de vista alternativo, intimamente relacionado ao dualismo da substância, traçando uma linha metafísica entre a consciência e matéria – onde a matéria inclui corpo e mente.
No Sânquia e no Yoga, duas das seis escolas ortodoxas (āstika) da filosofia hindu, "há duas realidades irredutíveis, inatas e independentes: 1) a própria consciência (Purusha) e 2) a materialidade primordial (Prakriti)".  A materialidade primordial inconsciente, Prakriti, contém 23 componentes, incluindo intelecto (buddhi, mahat), ego (ahamkara) e mente (manas). Portanto, o intelecto, a mente e o ego são todos vistos como formas de matéria inconsciente. Processos e eventos mentais são conscientes apenas na medida em que recebem iluminação de Purusha. A consciência é comparada à luz que ilumina as configurações materiais ou 'formas' assumidas pela mente. Assim, o intelecto depois de receber as estruturas cognitivas forma a mente e a iluminação da consciência pura cria estruturas de pensamento que parecem ser conscientes. Ahamkara, o ego ou o eu fenomenal, apropria-se de todas as experiências mentais e, assim, personaliza as atividades objetivas da mente e do intelecto, assumindo a posse delas. Mas a própria consciência é independente das estruturas de pensamento que ilumina.
Ao incluir a mente no reino da matéria, o Samkhya Yoga evita uma das armadilhas mais sérias do dualismo cartesiano, a violação das leis de conservação física ao envolver algo não-material (mente cartesiana) nas ações humanas. Como no Sânquia e na Yoga a mente é uma evolução da matéria, os eventos mentais tem eficácia causal e, portanto, são capazes de iniciar movimentos corporais.

## Filosofia Dvaita
A escola de filosofia indiana Dvaita Vedanta defende um dualismo entre Deus e o universo, teorizando a existência de duas realidades separadas. A primeira e mais importante realidade é aquela Vishnu ou Brahman. Vishnu é o Ser supremo, Deus, a verdade absoluta do universo, a realidade independente. A segunda realidade é a do universo dependente, mas igualmente real, que existe com sua própria essência separada. Tudo o que é composto da segunda realidade, como a alma individual (Jiva), matéria, etc. existe com sua própria realidade separada. O fator diiferente desta filosofia em oposição ao Advaita Vedanta (conclusão monística dos Vedas) é que Deus assume um papel pessoal e é visto como uma entidade eterna real que governa e controla o universo. Porque a existência de indivíduos é fundamentada no divino, são retratados como reflexos, imagens ou mesmo sombras do divino, mas nunca de forma alguma idênticos ao divino. A salvação, assim, é descrita como a percepção de que toda realidade finita é essencialmente dependente do Supremo.